# Václav Bobek

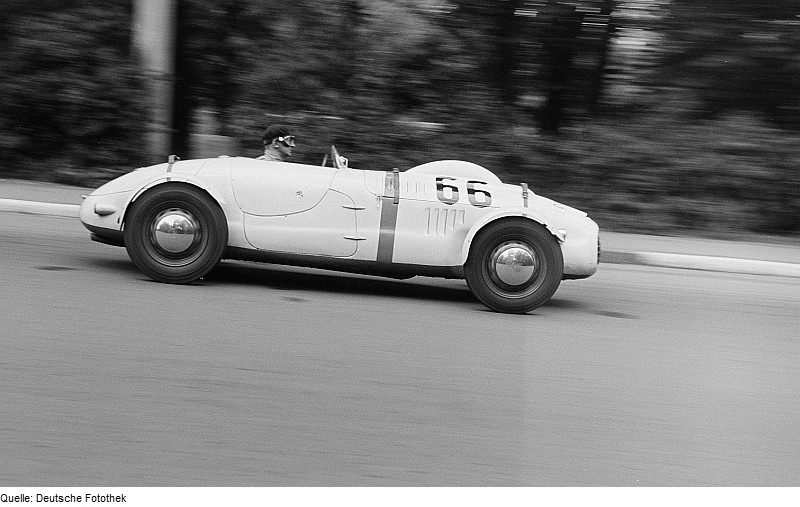
Václav Bobek am Steuer eines Škoda Supersport beim Leipziger Stadtparkrennen „Rund um das Scheibenhol“

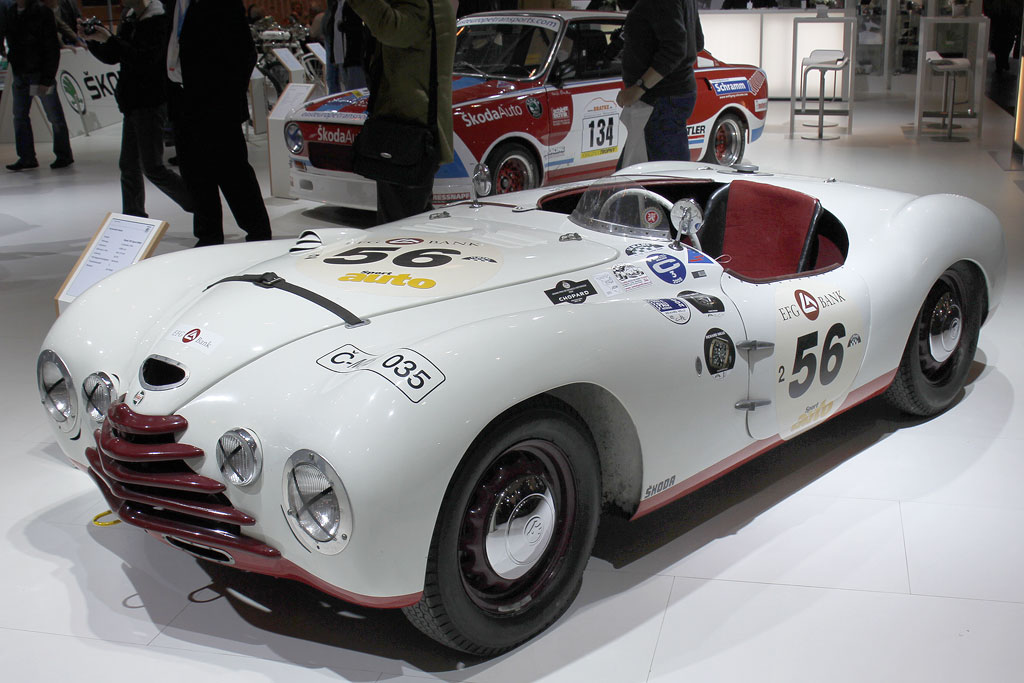
Der von Václav Bobek beim 24-Stunden-Rennen von Le Mans 1950 gefahrene Škoda 1101 Sport

Václav Bobek (* 23. März 1914 in Mladá Boleslav; † 2. April 1980 ebenda) war ein tschechoslowakischer Autorennfahrer.

## Familie
Václav Bobek war einer der drei Protagonisten der bekannten tschechoslowakischen Rennfahrerfamilie Bobek, zu denen auch sein Bruder Jaroslav und sein Sohn Václav junior zählten.

## Karriere als Rennfahrer
Václav Bobek machte zu Beginn der 1930er-Jahre eine Lehre zum Kfz-Mechaniker im Škoda-Stammwerk in Pilsen und war dadurch einer der damals 36.000 Angestellten des tschechoslowakischen Maschinenbauers. Nach dem Zweiten Weltkrieg arbeitete er als Kfz-Meister in der Versuchsabteilung von Škoda.
Ende der 1940er-Jahre begann Bobeks mehr als zwanzig Jahre dauernde Fahrerkarriere, die eng mit der Motorsportabteilung von Škoda (A.Z.N.P. Automobilové závody, národní podnik) verbunden war. Er startete vor allem bei Rallyes und Rundstreckenrennen in seinem Heimatland und in den Staaten des ehemaligen Ostblocks. Erstes Einsatzfahrzeug war ein Škoda 1101 Tudor, mit dem ihm 1948 ein Klassensieg bei der Rallye Polen gelang. In den 1950er-Jahren fuhr er den Škoda 1101 Sport und den 1100 Super Sport. Mit dem Super Sport gewann er mehrmals die tschechische Tourenwagen-Meisterschaft und erreichte 1952 den dritten Schlussrang in der DDR Tourenwagen-Meisterschaft. In den 1960er-Jahren verlegte er sich auf den Monopostosport und fuhr den Škoda F3. 1966 gewann er mit einem F3 vor seinem Bruder Jaroslav das in der Tschechoslowakei bekannte Mezi pavilony, ein Straßenrennen zwischen den Pavillons des Messegeländes von Brünn.
1950 meldete Škoda Motorsport einen 1101 Sport für Bobek und seinen Teamkollegen Jaroslav Netušil beim 24-Stunden-Rennen von Le Mans. Eine defekte Pleuelstange beendete den Einsatz in der 13. Rennstunde. Ende der 1960er-Jahre kehrte er zum Tourenwagensport zurück und fuhr zwischen 1968 und 1970 einen Škoda 1000 MB in der Tourenwagen-Europameisterschaft.

## Statistik

### Le-Mans-Ergebnisse
| Jahr | Team     | Fahrzeug         | Teamkollege      | Platzierung | Ausfallgrund  |
| ---- | -------- | ---------------- | ---------------- | ----------- | ------------- |
| 1950 | A.Z.N.P. | Škoda 1101 Sport | Jaroslav Netušil | Ausfall     | Pleuelschaden |